# Etia nguti
Рід Etia є монотиповим
видом риб родини цихлові, і складається лише з виду Etia nguti Schliewen & Stiassny 2003 